# Hôtel de préfecture de Loir-et-Cher
L'hôtel de préfecture de Loir-et-Cher est un bâtiment situé à Blois, en France. Il sert de préfecture au département de Loir-et-Cher.

## Localisation
L'édifice est situé dans le département français de Loir-et-Cher, dans la commune de Blois, sur la place de la République.

## Historique
L'édifice est à l'origine bâti comme couvent des Visitandines. Les différentes ailes autour du cloître sont édifiées entre 1635 et 1655. Après la Révolution française, le bâtiment a été l'objet de plusieurs utilisations successives. L'actuel bâtiment de la préfecture est rajouté en 1826.
La construction de la préfecture a permis le développement du quartier alentour, et donc l'extension de Blois (constructions de la Halle aux Grains,de la bibliothèque Abbé Grégoire, du tribunal...). Ce quartier est aujourd'hui le centre administratif de Blois.

## Architecture
L'architecte Pinault a été chargé de la conception et de la réalisation des travaux. Il a dessiné un grand bâtiment rectangulaire. Devant, une cour d'honneur fermée d'une grande grille ; derrière, un parc arboré.
La façade principale s'organise autour d'un avant-corps central, à double portique dorique et ionique surmonté d'un fronton. Cette façade est un exemple de la sobriété de l'architecture publique des années 1830.

## Intérieur
Chaque année, le bâtiment remporte un vif succès aux journées du patrimoine. Les visiteurs peuvent notamment admirer le mobilier conçu spécialement pour l'hôtel, commandé par Pinault à l'ébéniste Bellangé (fournisseur de la Couronne à cette époque). D'élégantes pièces s'y trouvent, dont un vestibule d'inspiration italienne et un salon bleu où se situent deux chaises provenant de la salle à manger de Louis XVI à Versailles, emportées à Vendôme puis Blois lors du procès de Gracchus Babeuf. La préfecture et la quasi-totalité de son mobilier ont été inscrits au titre des monuments historiques le 14 décembre 1977. On peut ajouter que ce salon bleu et le grand salon conservent depuis leur élaboration d'élégantes décorations néo-classique. Des productions du département sont aussi présentes : la petite salle-à-manger est ornée d'un décor réalisé par des artisans du département, et la grande salle-à-manger contient un ensemble d'assiettes et de plats de faïence réalisés par Eugène Balon (début XXe), successeur direct du célèbre faïencier de Loir-et-Cher, Ulysse Besnard, dont les ateliers se situaient à Blois.
D'autres mobiliers de l'ébéniste Bellangé existent encore dans les hôtels de ministères à Paris (à la Justice, à la Marine) mais les ensembles de mobiliers signés de cette époque sont rares, et celui du grand salon particulièrement (18 fauteuils, 2 canapés, 18 chaises, 2 colonnes) qui est rare et resté intact.

## Quelques hôtes célèbres
L'hôtel a accueilli, entre autres, la duchesse de Berry, le général de Gaulle, et le prince Charles.

## Sources
- Association du corps préfectoral et des hauts fonctionnaires du ministère de l'Intérieur, Les Préfets 1800/2000, Deux siècles au service de la France (Paris 1999).

- René Bargezton, Pierre Bougard, Bernard Le Clère, Pierre-François Pinaud, Les Préfets du 11 ventôse au 4 septembre 1870, Répertoire nominatif et territorial (Paris 1981).

- Jean Martin-Demezil, Les Préfectures françaises (Niort, 1953).

- Bernard Le Clere, Louis Chicoilet de Corbigny 1771-1811, Préfet de Loir-et-Cher, Thèse de doctorat (Paris 1984).